# نیاول
نیاول، منطقه ای از توابع بخش دیلمان شهرستان سیاهکل در جنوب استان گیلان و ایران است.

منطقه نیاۆل دارای آب و هوای گرم خشک درتابستان ها و زمستان های معتدل و سرد است. محدودهٔ از شرق باختری به منطقه سیدسرا (سَپیِدسڕا) و از جنوب به منطقه آشورآباد(عاشورآباد)ختم می‌شود و یکی از شاهراه‌های ارتباطی بین و بین شمال و جنوب باختر و کهن‌ترین راه گذر بین این مناطق به شمار می آید. محصول این منطقه غلات گندم، گردو،فندوق، لبنیات و عسل و شغل ساکنین زراعت است.

## پیشینه تاریخی
این منطقه با قدمتی کهن که یکی از مهم‌ترین نشانه‌های تاریخی آن، وجود محوطه و گورستان باستانی است که طبق گزارش سازمان میراث فرهنگی، قدمت آن به عصر آهن بازمی‌گردد این گورستان باستانی دارای ویژگی‌هایی چون:
تدفین با اشیای فلزی و سفالی
سنگ‌قبرهای دست‌ساز و نمادهای باستانی
نشان‌هایی از آیین‌های تدفینی پیش از اسلام

## آداب و رسوم
آیین‌هایی نظیر نوروزخوانی، شب یلدا، و جشن‌های فصلی و پایکوبی ها هه لپه رقی هنوز در میان مردم رواج دارد.بسیاری از این آداب، ریشه در باورهای کهن آنها دارند.

## جمعیت
مردم روستای نیاول، همچون سایر مناطق جنوبی گیلان، کُرد و دیلمی هستند که  از هزاره اول پیش از میلاد مسیح در آن ساکن بودنداین روستا در دهستان دیلمان قرار دارد و براساس سرشماری مرکز آمار ایران در سال ۱۳۸۵، جمعیت آن ۹۲ نفر (۳۲خانوار) بوده‌است.